# 박장
박장시(베트남어: Thành phố Bắc Giang / 城舗北江)는 베트남 북부 박닌성의 성도로 면적은 32.21km2, 인구는 126,810명이다. 쑤오이모 온천이 시내 중심에서 37km 떨어진 거리에 있다.

## 지리
박장시는 하노이에서 북동쪽으로 50km 떨어진 위치에 있다. 박장성은 편리한 교통의 요지라고 할 수 있는데, 수도 하노이를 연결하는 간선 도로(국제도로와 철도) 중간 지점에 랑선시와 동당 국제 국경 관문, 중요한 북쪽 주요 경제 지역과 인접한 국경 간 교통 교차점에 위치해 있다.
박장시는 각각 다음과 경계를 이루고 있다.
- 동쪽 국경 : 랑장현
- 서쪽 국경 : 비엣옌현
- 남쪽 - 남서 국경 : 옌즈엉현
- 북쪽 국경 : 떤옌현

## 행정구역
박장시는 10개의 프엉(坊)과 6개의 싸(社)를 관할한다.

### 프엉
- 다마이 (Đa Mai / 多枚)
- 딘께 (Dĩnh Kế /郢計 )
- 호앙 반 투 ( Hoàng Văn Thụ /黃文樹)
- 레로이 (Lê Lợi / 吳權)
- 미이도 (Mỹ Độ /美渡 )
- 응오꾸옌 (Ngô Quyền /吳權 )
- 토쑤엉 ( Thọ Xương /壽昌 )
- 쩐응우옌한 ( Trần Nguyên Hãn / 陳元扞)
- 쩐푸 ( Trần Phú /陳富)
- 쓰옹장 (Xương Giang /昌江)

### 싸
- 딘찌 (Dĩnh Trì /郢池)
- 동선 ( Đồng Sơn / 同山)
- 송케 ( Song Khê /雙溪)
- 송마이 ( Song Mai /雙枚)
- 떤미이 (Tân Mỹ / 新美)
- 떤띠엔 (Tân Tiến / 新進)

## 기후
기후 특성은 계절풍의 영향을 받는다. 평균 기온은 23.4°C로 7월이 가장 덥고, 12월 ~ 2월이 비교적 추운 편으로 16~17°C까지 내려간다. 평균 습도는 83 ~ 84%이다. 연평균 강우량은 약 1,400 ~ 1,730mm로 6월~8월까지 비가 가장 많이 내린다. 4월에서 10월까지의 우기, 11월에서 3월까지가 건기이다.
| 박장시의 기후                                               | 박장시의 기후 | 박장시의 기후 | 박장시의 기후 | 박장시의 기후 | 박장시의 기후 | 박장시의 기후 | 박장시의 기후 | 박장시의 기후 | 박장시의 기후 | 박장시의 기후 | 박장시의 기후 | 박장시의 기후 | 박장시의 기후 |
| 월                                                          | 1월           | 2월           | 3월           | 4월           | 5월           | 6월           | 7월           | 8월           | 9월           | 10월          | 11월          | 12월          | 연간          |
| ----------------------------------------------------------- | ------------- | ------------- | ------------- | ------------- | ------------- | ------------- | ------------- | ------------- | ------------- | ------------- | ------------- | ------------- | ------------- |
| 역대 최고 기온 °C (°F)                                      | 30.8 (87.4)   | 31.3 (88.3)   | 33.6 (92.5)   | 36.3 (97.3)   | 38.7 (101.7)  | 39.1 (102.4)  | 37.6 (99.7)   | 37.1 (98.8)   | 37.0 (98.6)   | 34.8 (94.6)   | 33.5 (92.3)   | 30.0 (86.0)   | 39.1 (102.4)  |
| 일평균 최고 기온 °C (°F)                                    | 19.7 (67.5)   | 20.0 (68.0)   | 22.6 (72.7)   | 26.8 (80.2)   | 31.1 (88.0)   | 32.5 (90.5)   | 32.6 (90.7)   | 32.0 (89.6)   | 31.2 (88.2)   | 28.9 (84.0)   | 25.6 (78.1)   | 22.1 (71.8)   | 27.1 (80.8)   |
| 일일 평균 기온 °C (°F)                                      | 16.2 (61.2)   | 17.1 (62.8)   | 19.9 (67.8)   | 23.7 (74.7)   | 27.1 (80.8)   | 28.7 (83.7)   | 29.0 (84.2)   | 28.4 (83.1)   | 27.4 (81.3)   | 24.7 (76.5)   | 21.1 (70.0)   | 17.7 (63.9)   | 23.4 (74.1)   |
| 일평균 최저 기온 °C (°F)                                    | 13.6 (56.5)   | 15.0 (59.0)   | 17.9 (64.2)   | 21.5 (70.7)   | 24.3 (75.7)   | 25.8 (78.4)   | 26.2 (79.2)   | 25.8 (78.4)   | 24.5 (76.1)   | 21.5 (70.7)   | 17.8 (64.0)   | 14.5 (58.1)   | 20.7 (69.3)   |
| 역대 최저 기온 °C (°F)                                      | 3.4 (38.1)    | 4.6 (40.3)    | 5.9 (42.6)    | 12.2 (54.0)   | 16.1 (61.0)   | 19.2 (66.6)   | 21.8 (71.2)   | 21.6 (70.9)   | 17.2 (63.0)   | 10.3 (50.5)   | 6.7 (44.1)    | 2.8 (37.0)    | 2.8 (37.0)    |
| 평균 강수량 mm (인치)                                       | 24 (0.9)      | 27 (1.1)      | 49 (1.9)      | 111 (4.4)     | 193 (7.6)     | 256 (10.1)    | 253 (10.0)    | 286 (11.3)    | 176 (6.9)     | 121 (4.8)     | 38 (1.5)      | 18 (0.7)      | 1,552 (61.1)  |
| 평균 강수일수                                               | 8.3           | 10.6          | 14.9          | 14.0          | 13.8          | 15.4          | 14.9          | 16.6          | 11.9          | 10.1          | 6.5           | 4.3           | 141.3         |
| 평균 상대 습도 (%)                                          | 78.3          | 81.6          | 85.3          | 86.1          | 83.1          | 82.3          | 82.4          | 84.5          | 82.3          | 80.2          | 77.4          | 76.5          | 81.7          |
| 평균 월간 일조시간                                          | 77            | 47            | 49            | 90            | 193           | 179           | 203           | 189           | 202           | 182           | 153           | 133           | 1,695         |
| 출처: Vietnam Institute for Building Science and Technology |               |               |               |               |               |               |               |               |               |               |               |               |               |

## 명소
- 응오자뚜 공원 (꽁비엔 호수 / 칵산 호수)
- 황화탐 공원 (Hoàng Hoa Thám)

황화탐(黄花探)은 프랑스 식민지 지배 시대에 독립 운동을 펼쳤던 저항 운동가이다. 공원에 그의 동상이 세워져 있다.
- 바쭈아코 사원
- 퉁다오 호수 (Hồ Thùng Đấu)
- 박장 성당

## 교통
- 베트남 철도 하노이-동당선
  - 박장역

## 편의시설
- 박장 성립 종합병원
- 송트엉 사립 종합병원
- 므엉타잉 박장 호텔

## 사진

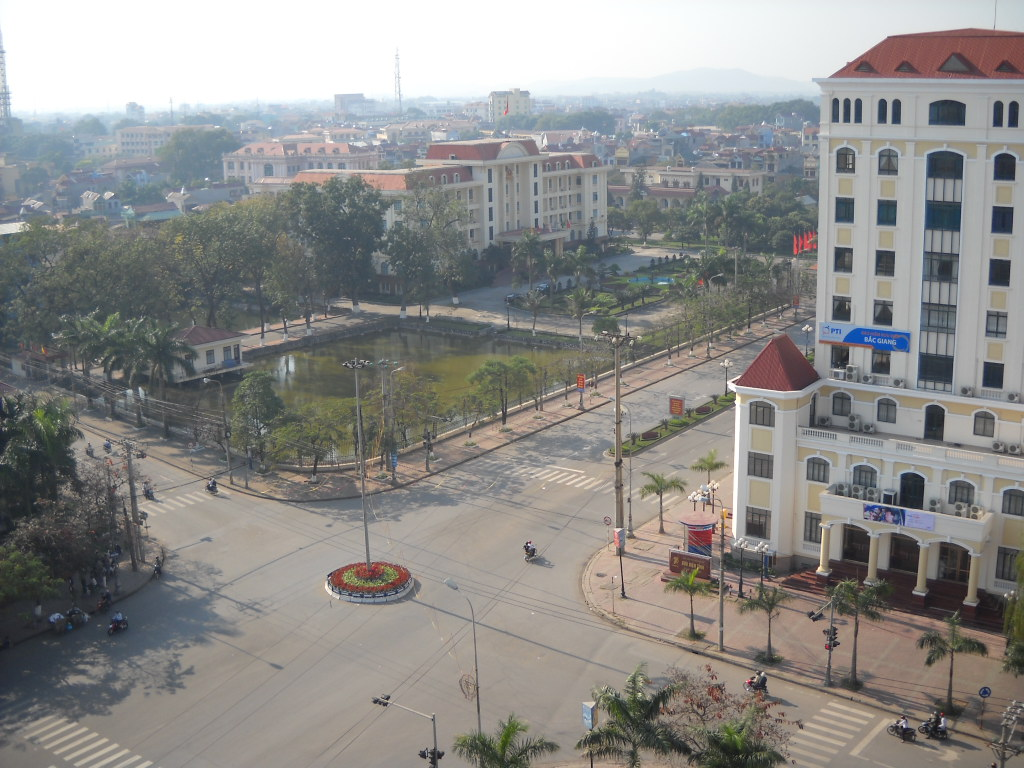
박장 우체국
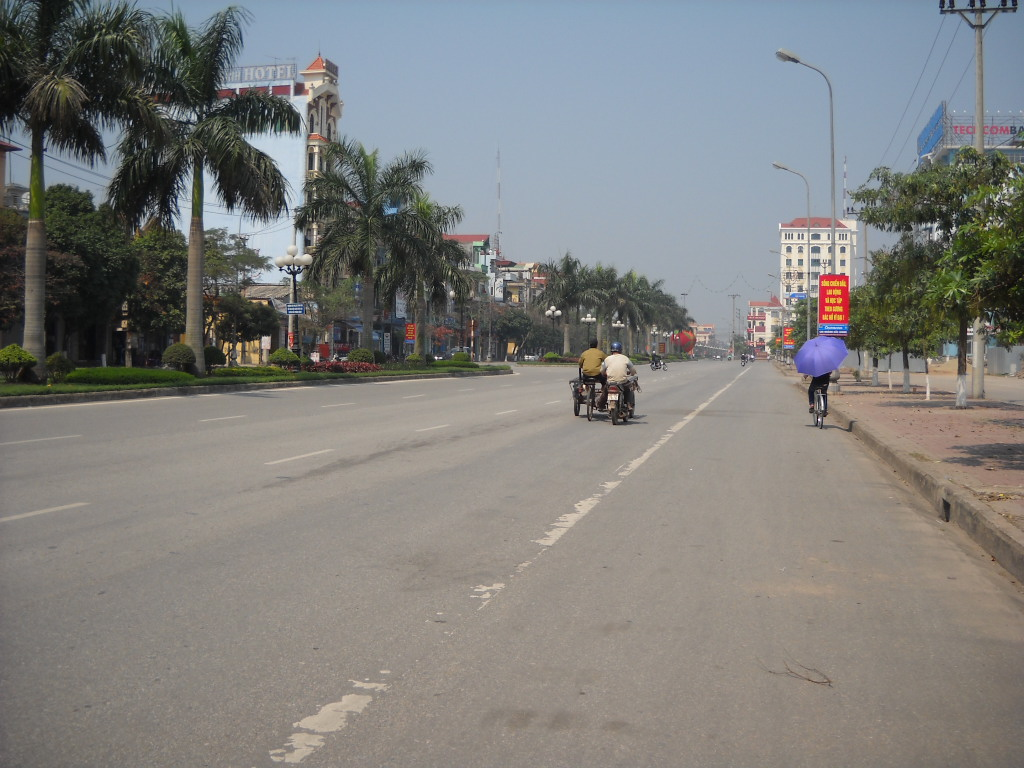
박장
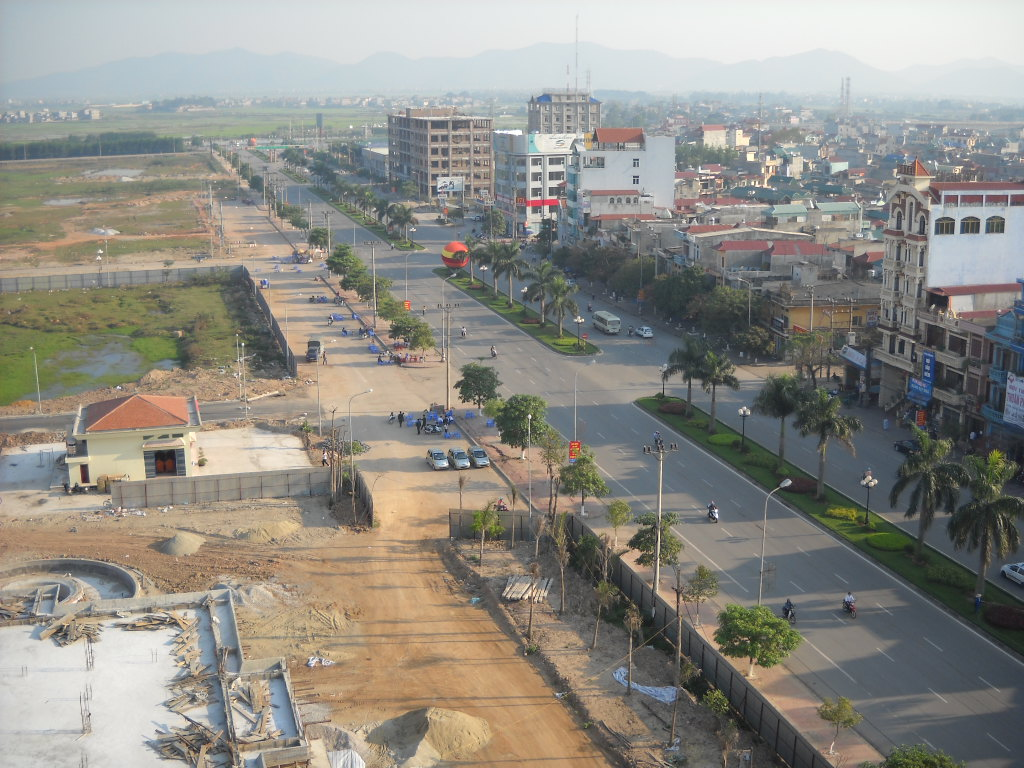
박장
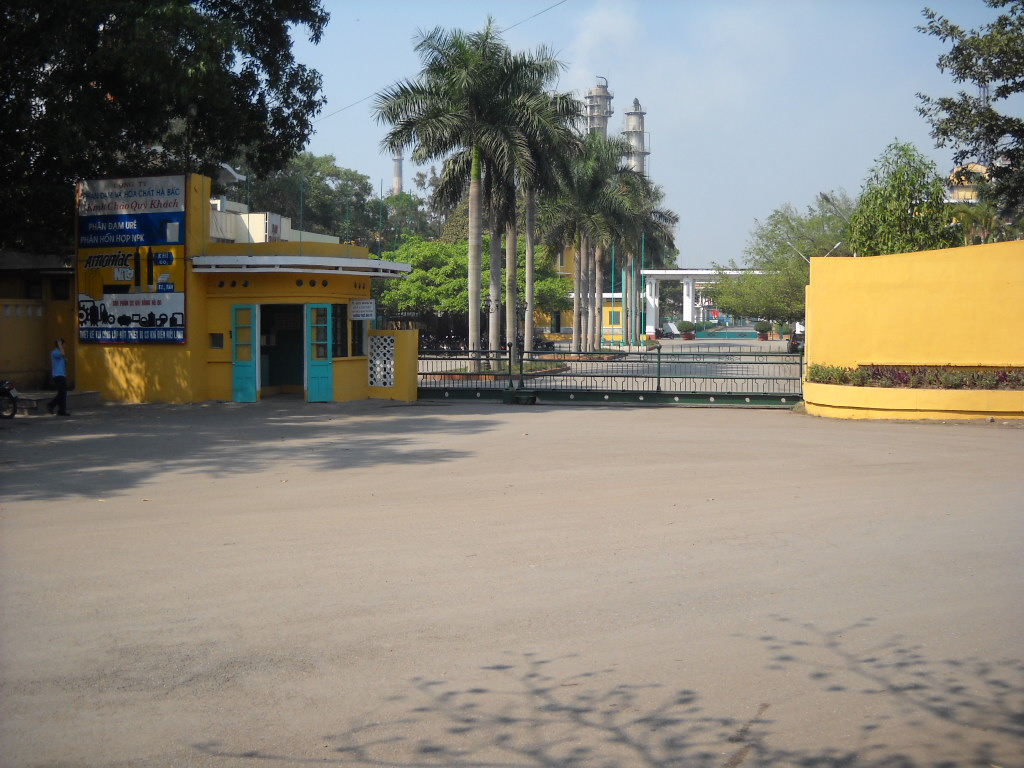
박장